# Чемпионат Словении по футболу 2016/2017
Прва лига Телеком 2016/17 — 26-й розыгрыш высшей лиги чемпионата Словении по футболу. В турнире участвовали 10 команд, стартовал 16 июля 2016 года и завершился 27 мая 2017 года.

## Регламент

### Общие сведения
В чемпионате участвуют 10 клубов. Они играют между собой четырёхкруговой турнир (36 туров). Команда, занявшая 10-е место, вылетает во Вторую лигу, а команда с 9-й строчки турнирной таблицы будет играть стыковые матчи за право остаться в Первой лиге с командой, занявшей 2-е место в турнире Второй лиги 2015/16.

### Еврокубковая квота
Чемпион страны стартует в Лиге чемпионов УЕФА со 2-го квалификационного раунда.
В Лиге Европы Словению представляют обладатель кубка страны, а также команды, занявшие 2-е и 3-е места в чемпионате. Если кубок завоёвывает одна из первых трёх команд национального первенства, то место в Лиге Европы достаётся 4-й команде чемпионата. Все словенские клубы стартуют в Лиге Европы с 1-го квалификационного раунда.

## Клубы-участники

### Изменения по сравнению спредыдущим сезоном
| Поз. | Выбыл в вторую лигу |
| ---- | ------------------- |
| .    | .                   |

| Поз. | Вышел из второй лиги |
| ---- | -------------------- |
| .    | .                    |

### Клубы, стадионы, тренеры
На 03 мая 2016 4 клуба обеспечили себе участие в турнире
| Клуб     | Город       | Стадион (вместимость)        | Главный тренер | Место в предыдущем сезоне |
| -------- | ----------- | ---------------------------- | -------------- | ------------------------- |
| Горица   | Нова-Горица | Спортны Парк (3 066)         |                | 4                         |
| Домжале  | Домжале     | Шпортни парк Домжале (2 813) |                | 3                         |
| Марибор  | Марибор     | Людски врт (12 994)          |                | 2                         |
| Олимпия  | Любляна     | Стожице (16 693)             |                | 1                         |
| Кршко    | Кршко       | имени Матии Губца (13 728)   |                | 6                         |
| Целье    | Целье       | Арена Петроль (13 006)       |                | 5                         |
| Рудар    | Веленье     | Об Езеру (2 341)             |                | 7                         |
| Копер    | Копер       | Бонифика (4 190)             |                | 9                         |
| Алюминий | Кидричево   | Шпортни парк (2 600)         |                | 2-е во Второй лиге        |
| Радомлье | Радомлье    | Шпортни парк (1 500)         |                | 1-е во Второй лиге        |

## Турнирная таблица
| М  | Команда         | И  | В  | Н  | П  | Мячи    | ±   | О  | Примечания                                        |
| -- | --------------- | -- | -- | -- | -- | ------- | --- | -- | ------------------------------------------------- |
| 1  | Марибор         | 36 | 21 | 10 | 5  | 63 − 30 | +33 | 73 | 2-й квалификационный раунд Лиги чемпионов 2017/18 |
| 2  | Горица          | 36 | 16 | 12 | 8  | 48 − 39 | +9  | 60 | 1-й квалификационный раунд Лиги Европы 2017/18    |
| 3  | Олимпия Любляна | 36 | 17 | 9  | 10 | 49 − 35 | +14 | 60 | 1-й квалификационный раунд Лиги Европы 2017/18    |
| 4  | Домжале         | 36 | 16 | 8  | 12 | 63 − 45 | +18 | 56 | 1-й квалификационный раунд Лиги Европы 2017/18    |
| 5  | Целе            | 36 | 15 | 10 | 11 | 48 − 39 | +9  | 55 |                                                   |
| 6  | Копер           | 36 | 12 | 14 | 10 | 43 − 40 | +3  | 50 | Понижение в региональную лигу                     |
| 7  | Рудар Веленье   | 36 | 10 | 11 | 15 | 49 − 53 | −4  | 41 |                                                   |
| 8  | Кршко           | 36 | 8  | 15 | 13 | 39 − 50 | −11 | 39 |                                                   |
| 9  | Алюминий        | 36 | 9  | 11 | 16 | 38 − 52 | −14 | 38 |                                                   |
| 10 | Радомлье        | 36 | 1  | 10 | 25 | 23 − 80 | −57 | 13 | Вылет во Вторую лигу 2017/18                      |

И — игры, В — выигрыши, Н — ничьи, П — проигрыши, Мячи — забитые и пропущенные голы, ± — разница голов, О — очки